# Misiunea Militară Franceză (1860-1869)
Misiunea Militară Franceză în România din 1860-1869 a fost prima misiune militară a Franței în statul român. A fost trimisă de împăratul Napoleon al III-lea al Franței, la cererea principelui român Alexandru Ioan Cuza. Este de menționat că, încă din 1857, armata din Principatul Moldovei începuse să fie instruită de ofițeri francezi.
Sub conducerea inginerului de drumuri Léon Lallan, în 1855 în timpul Războiului Crimeii Franța trimesese, de asemenea, o misiune în Dobrogea pentru construcția unui drum de la Constanța la Rasova. Alături de Léon Lallan au fost atunci inginerul Jules Michel, geologii Blondeau și Gaudin, medicul Camille Allard și topograful român Aninoșeanu, protejați de o gardă de 8 militari.
Formată inițial din ofițeri și subofițeri de intendență și administrație, Misiunea Militară Franceză a fost condusă de subintendentul Guy Le Clerc. Un an mai târziu, conducerea misiunii a fost preluată de colonelul de cavalerie Zenon Eugène Lamy, în contextul în care personalului misiunii i s-au adăugat ofițeri și subofițeri de stat major, de trupă, de artilerie și geniu, veniți pentru a asigura instrucția armatei naționale, dotată cu armament francez.
În ce privește influența exercitată, este de menționat că legea de organizare a Armatei României din 1867 a fost de inspirație franceză.